# Callopistria emiliusalis
Callopistria emiliusalis là một loài bướm đêm trong họ Noctuidae.